# KTM 1290 슈퍼 어드벤처
KTM 1290 슈퍼 어드벤처(영어: KTM 1290 Super Adventure)는 KTM에서 2015년부터 생산 중인 1301cc V-트윈 어드벤처 투어링 모터사이클이다. 2015년 미국의 모터사이클 잡지 사이클 월드에 최고의 어드벤처 바이크로 선정됐다.